# Патагонский паркетник
Патагонский паркетник (лат. Muraenolepis orangiensis) — вид морских лучепёрых рыб из семейства паркетниковых отряда трескообразных. Морские бентопелагические рыбы. Распространены в юго-западной части Атлантического океана и южной части Индийского океана.

## Описание
Тело ланцетовидной формы, покрыто циклоидной легко опадающей чешуёй. Продолговатые чешуйки располагаются под прямым углом друг к другу. Высота тела в 3,5 раза меньше стандартной длины тела. Голова маленькая, её длина укладывается 6,3 раза в длину тела. Диаметр глаза более чем в 5 раз меньше длины головы и больше ширины межглазничного пространства. На подбородке один усик, длина которого равна диаметру глаза. Жаберные отверстия узкие. В жаберных перепонках 10—13 лучей. Нет зубов на сошнике. В первом спинном плавнике один луч, длина которого в 3 раза превышает диаметр глаза. Во втором спинном плавнике 127—141 мягкий луч. В анальном плавнике 98—112 мягких лучей. Анальный и второй спинной плавник сливаются с хвостовым плавником. Грудные плавники короткие, в сложенном состоянии их окончания не достигают анального отверстия. Брюшные плавники расположены на горле, пять мягких лучей, из которых первые 2—3 удлинённые и не соединены мембранами. Пилорические придатки отсутствуют. Боковая линия доходит до вертикали, проходящей через середину основания второго спинного плавника.
Тело серо-красноватого цвета, покрыто многочисленными мелкими точками тёмного цвета. Брюхо чёрное.
Максимальная длина тела 30 см, обычно до 20 см.

## Биология
Морские бентопелагичесике рыбы. Обитают вблизи дна на континентальном шельфе на глубине от 140 до 600 м. Питаются зоопланктоном.

## Ареал
Распространены в субантарктических водах Южного полушария между 40° и 59° ю. ш. Юго-западная часть Атлантического океана: Магелланов пролив, Патагония (юг Аргентины). Индийский океан: архипелаг Кергелен, острова Крозе и Херд.